# Perso-Arabic Script Code for Information Interchange
Il Perso-Arabic Script Code for Information Interchange o PASCII (in italiano: Codifica della scrittura arabo-persiana per lo scambio di informazioni) è uno schema di codifica usato per i sistemi di scrittura arabi, in particolare: Kashmiri, Persiano, Sindhi, e Urdu.